# Keene (New Hampshire)
Keene is een plaats (city) in de Amerikaanse staat New Hampshire, en valt bestuurlijk gezien onder Cheshire County.

## Demografie
Bij de volkstelling in 2000 werd het aantal inwoners vastgesteld op 22.563. In 2006 is het aantal inwoners door het United States Census Bureau geschat op 22.672, een stijging van 109 (0,5%).

## Geografie
Volgens het United States Census Bureau beslaat de plaats een oppervlakte van 97,3 km², waarvan 96,6 km² land en 0,7 km² water. Keene ligt op ongeveer 156 m boven zeeniveau.

## Plaatsen in de nabije omgeving
De onderstaande figuur toont nabijgelegen plaatsen in een straal van 24 km rond Keene.